# Mistral-klassen
Mistral-klassen er type af tre amfibieskibe (dvs. helikopterhangarskibe) anvendt af Marine Nationale. Klassen omtales officielt som projektions- og kommandoskibe (bâtiments de projection et de commandement eller BPC). Et skib i Mistral-klassen er i stand til at transportere og operere op til 16 NH90- eller Eurocopter Tiger-helikoptere og fire landgangsfartøjer. Desuden kan medbringes en styrke på 59 køretøjer, inklusiv 13 Leclerc-kampvogne, eller en hel kampvognsbataljon på 40 kampvogne og 450 soldater. Skibene i klassen er udstyret med et hospital med 69 senge og er i stand til at deltage i operationer med NATOs stående styrker og FN's eller EU's fredsbevarende styrker.
Tre skibe i klassen er i tjeneste i den franske flåde: Mistral (nordvestenvind i Sydfrankrig), Tonnerre (torden) og Dixmude (berømte skyttegrave i 1. verdenskrig). Et fjerde skib er under overvejelse. En aftale på to skibe (og en option på yderligere to) til Ruslands flåde blev offentliggjort af Frankrigs præsident Nicolas Sarkozy den 24. december 2010 og underskrevet af den russiske vicepremierminister Igor Setjin og den franske forsvarsminister Alain Juppé under overværelse af Sarkozy den 25. januar 2011. Leveringen af de to skibe til Rusland er imidlertid blevet udsat på ubestemt tid, da den franske regerings tiltrådte en våbenembargo i forbindelse med Ruslands anneksion af Krim-halvøen og deltagelse i urolighederne i Ukraine.
Efter lange forhandlinger meddelte Frankrigs præsident François Hollande og Ruslands præsident Vladimir Putin den 5. august 2015, at Frankrig vil tilbagebetale dele af den pris som Rusland har betalt for skibene og russisk teknisk udstyr, der var installeret i skibene og derfor vil beholde skibene .

## Historie

### Franske amfibiedoktriner siden 1997
I 1997 begyndte Direction des constructions navales (DCN) et studie i et multispektrumindsatsskib (bâtiment d’intervention polyvalent eller BIP). På samme tid trængte de franske amfibiedoktriner til fornyelse, og man skabte Concept national des opérations amphibies, ("Det nationale koncept for amfibieoperationer" forkortet CNOA) der skulle klarlægge behovene for amfibiekapaciteten. BIP skulle være en hjørnesten i denne undersøgelse af fremtiden for den franske amfibiekapacitet, hvilket på tidspunktet bestod af to amfibie-dokskibe af Foudre-klassen samt to skibe af Ouragan-klassen.
CNOA skulle fastlægge den franske flådes evner til at udføre amfibieangreb, tilbagetrækninger, magtdemonstrationer samt nålestiksoperationer. Dette ville lette integrationen af den franske flådes fremgangsmåde i forhold til NATO's taktiske doktriner omkring amfibieoperationer (Doctrine for amphibious operations (ATP8)). Selvom CNOA prioriterede flystyrker højt, anbefalede den dog også, at man øgede antallet af landstyrker og udstyr, der kunne transporteres og landsættes. Målet var på 1.400 soldater, 280 køretøjer og 30 helikoptere der skulle kunne operere uden støtte i op til 10 dage og kunne bevæge sig mindst 100 kilometer ind i fjendtligt territorium overalt i verden. Derudover skulle amfibiestyrkerne også være i stand til at samarbejde med andre NATO- og EU-styrker. Amfibiestyrkerne skulle være forberedt på at kunne huse og støtte en brigade fra den franske hærs Troupes de Marine.

### Udvikling af konceptet
Studierne for multispektrumindsatsskibet (Bâtiment d’intervention polyvalent, BIP) begyndte i de sene 1990'ere, hvor den europæiske forsvarsindustri var ved at undergå en omstrukturering. BIP skulle efter den oprindelige tanke have været et skibskoncept i forskellige størrelser med modulær udrustning, der blev bygget og brugt af de europæiske lande i samarbejde. Politiske forhold såsom arbejdsløshed og placeringen af dyre kontrakter gjorde dog, at den planlagte omstrukturering og integration mellem landenes forsvars- og skibsbygningsindustrier fejlede, og BIP-projektet gik fra at være en fælleseuropæisk idé til et rent fransk foretagende.
I 1997, blev en serie af skibsdesign omtalt som Nouveau transport de chalands de débarquement (NTCD), løst baseret på det droppede design for PH 75, et atomdrevent helikopterhangarskib, offentliggjort. Det største af de design var BIP-19, som senere kom til at udgøre grundtegningen til Mistral-klassen. BIP-19 designet inkluderede et 190 langt og 26,50 meter bredt flushdæk, en dybgang på 6,50 meter og et deplacement på 19.000 tons. Tre mindre skibsdesign blev også fremvist, BIP-13 (13.000 tons, 151 meter lang), BIP-10 (10.000 tons, 125 meter lang) og BIP-8 (8.000 tons, 102 meter lang) BIP-8 indeholder samtidigt elementer fra de italienske amfibie-dokskibe af San Giorgio-klassen, men udstyret med en helikopterhangar.
Under designstadiet var NTCD-konceptet udstyret med en elevator i bagbords side af skibet (som US Navy's Tarawa-klasse), endnu en i styrbords side, en på midten af helikopterdækket og yderligere en foran skibets overbygning. Disse blev senere fjernet. Man endte med en hovedelevator agterst i styrbords side, som efterfølgende blev flyttet midtskibs samt en reserveelevator agten for overbygningen. Koncepttegninger og beskrivelser blev udviklet af Direction des Constructions Navales (DCN), det ene af de to værfter involveret i konstruktionen, og tegningerne viste adskillige hangarskibslignende detaljer; Et "skihop" for enden af helikopterdækket, således at man kunne benytte Sea Harriers samt F-35B Lightning II, fire eller fem helipads (inklusiv en, der er stærk nok til at kunne understøtte en V-22 Osprey eller en Super Stallion helikopter), en dok, der kunne huse et landgangsfartøj af Sabre-klassen eller to luftpudelandgangsfartøjer. Det franske senat gennemgik projektet og konkluderede, at behovet for kampfly og dermed et "skihop" ville betyde en større ændring af det BIP-designet, og at det ikke var nødvendigt i forhold til CNOA.
NTCD blev i december 2001 omdøbt til Porte-hélicoptères d’intervention (PHI, "indsats-helikopterhangarskib"), før man senere endeligt omdøbte projektet til Bâtiment de projection et de commandement (BPC) for at fremhæve amfibie- og kommando-aspekterne af projektet.

### Design og konstruktion
Ved Euronaval-handelsmessen i 1998, bekræftede Frankrig at man planlagde konstruktionen af en række skibe baseret på BIP-19 konceptet. Kontrakterne på de to skibe  Mistral (L9013) og Tonnerre (L9014) blev efter godkendelse i den offentlige indkøbstjeneste (Union des groupements d’achats publics, UGAP) den 13. juli 2001, tildelt værfterne Direction des Constructions Navales (DCN) og Chantiers de l'Atlantique. Et designhold blev samlet i Saint-Nazaire i september 2001 og begyndte i samarbejde med Délégation Générale pour l'Armement (Organisationen for forsvarsanskaffelser, DGA) at tilpasse det oprindelige BIP-19 design til flådens specifikke ønsker. Samtidigt blev det generelle koncept finpudset af DGA, DCN, chefen for forsvarsstaben og Chantiers de l'Atlantique. Under design- og godkendelsesprocessen blev der bygget en model af skibet i målestok 1:120. Denne model blev testet i en vindtunnel, som afslørede, at i en stærk sidevind ville skibenes højde og aflange overbygning betyde, at der blev skabt turbulens over helikopterdækket. Designet blev efterfølgende ændret for at minimere denne effekt og sikre bedre forhold for helikopteroperationer.
Skibene skulle konstrueres i to store komponenter samt adskillelige små, som ville blive samlet et sted. DCN, som var hovedansvarlig for konstruktionen, som stod for ca. 60 procent af byggeriet og 55 procent af arbejdstiden, samlede motorerne i Lorient og kampsystemerne i Toulon. Den agterste halvdel af skibet inklusiv overbygningen blev samlet i Brest. Chantiers de l'Atlantique konstruerede den forreste halvdel af hvert skib i Saint-Nazaire og var ansvarlig for transporten til DCN skibsværftet i Brest til den endelige sammenbygning. Andre selskaber var også med i konstruktionen, blandt andet var en del af arbejdet udliciteret til det polske Stocznia Remontowa de Gdańsk, mens Thales Gruppen stod for radar- og kommunikationssystemerne. Prognoser forudså, at hvert skib ville tage 34 måneder om at blive bygget, mens prisen for begge skibe ville være 685 millioner euro (ca. samme pris som for HMS Ocean, ét skib i San Antonio-klassen eller ét skib i forgængeren Foudre-klassen, som kun har ca. det halve deplacement og samtidig tog 46 måneder at bygge.)
DCN lagde kølen på sine dele af de to skibe i 2002; Mistral d. 9. juli, og Tonnerre d. 13. december. Chantiers de l'Atlantique lagde kølen på den forreste del af Mistral d. 28. januar 2003 og Tonnerres efterfølgende. Den først blok på den agterste del af Tonnerre blev placeret i en tørdok d. 26. august 2003, og den tilsvarende del på Mistral blev placeret i samme tørdok d. 23. oktober 2003. Den forreste del af Mistral forlod Saint-Nazaire under slæb d. 16. juli 2004 og ankom i Brest d. 19. juli 2004. Den 30. juli begyndte sammensætningen af de to halvdele igennem en form for jumboriseringsproces i dok nummer 9. Den forreste del af Tonnerre ankom til Brest d. 2. maj og undergik derefter samme procedure.
Mistral blev søsat efter tidsplanen d. 6. oktober 2004, men Tonnerre blev søsat d. 26. juli 2005 Aflevering af skibene til flåden var programsat til henholdsvis slutningen af 2005 og tidligt i 2006, denne blev udsat over et år på grund af problemer med SENIT 9 sensorsystemet og problemer med linoleumsgulvene i skibets forreste sektioner. De indgik i flådens tal henholdsvis d. 15. december 2006 og d. 1. august 2007.

## Skibe i klassen
| Pnt.     | Navn             | Kølen lagt        | Søsat             | Indgået        | Skæbne                             | Kaldesignal |          |
| Frankrig | Frankrig         | Frankrig          | Frankrig          | Frankrig       | Frankrig                           | Frankrig    | Frankrig |
| -------- | ---------------- | ----------------- | ----------------- | -------------- | ---------------------------------- | ----------- | -------- |
| L9013    | Mistral (fr)     | 10. juli 2003     | 6. oktober 2004   | februar 2006   | I tjeneste                         | FAMI        |          |
| L9014    | Tonnerre         | 26. august 2003   | 26. juli 2005     | december 2006  | I tjeneste                         | FATO        |          |
| L9015    | Dixmude (fr)     | 18. april 2009    | 18. december 2010 | 12. marts 2012 | I tjeneste                         | FADX        |          |
| (ex-501) | (ex-Vladivostok) | 1. februar 2012   | 15. oktober 2013  | -              | Færdigbygget, fremtid ukendt       | -           |          |
| -        | (ex-Sevastopol)  | 18. november 2013 | 21. november 2014 | -              | Under konstruktion, fremtid ukendt | -           |          |

## Kapaciteter og egenskaber
Baseret på tonnage, er Mistral og Tonnerre de største skibe i den franske flåde efter det atomdrevne hangarskib FS Charles de Gaulle (R91), de holder også cirka den samme højde over vandlinien.

### Luftoperationer
Helikopterdækket på hvert skib er cirka 6400 m². Dækket består af seks helipads, hvoraf én er i stand til at modtage en helikopter med en vægt på op til 33 tons. Hangardækket på 1800 m² har kapacitet til 16 helikoptere og består også af et værkstedsområde med tilhørende loftskran. Til at assistere landingsproceduren er navigationsradaren DRBN-38A Decca Bridgemaster E250 også optimeret til at se helikoptere, samtidig med man også benytter et optisk landingssystem.
Helikopterdækket og hangardækket er forbundet med to helikopterelevatorer, der begge er i stand til at løfte 13 tons. Hovedelevatoren på 225 m² er placeret midtskibs helt agter og er stor nok til, at helikoptere kan transporteres mellem de to dæk uden at skulle folde rotorerne sammen. Reserveelevatoren på 120 kvadratmeter befinder sig umiddelbart agten for skibets overbygning.
Alle helikoptere, der benyttes af det franske forsvar, er i stand til at operere fra Mistral-klassen. Den 8. februar 2005 landede en Westland Lynx og en Eurocopter AS 532 Cougar på Mistral. Den første landing med en NH90 fandt sted den 9. marts 2006. Halvdelen af luftgruppen om bord på Mistral-klassen skal fremtidigt bestå af NH90, den anden halvdel består af Eurocopter Tiger kamphelikoptere. Den 19. april 2007, landede en Aérospatiale Puma, en Eurocopter Ecureuil og en Eurocopter Panther helikopter på Tonnerre. Den 10. maj 2007 landede en US Navy CH-53 Sea Stallion på skibets forstærkede helipad ud for Norfolk, USA.
I følge den første chef om bord på Mistral, Capitaine de vaisseau (kommandør) Gilles Humeau, kan man på grund af størrelsen af helikopter- og hangardækket være i stand til at operere op til 30 helikoptere i forhold til de opgivne 16 fra skibet.

### Transportkapacitet
Mistral-klassen kan medbringe op til 450 soldater, dette antal kan dog fordobles i kortere perioder. Skibenes fragtdæk på 2650 m² kan rumme en kampvognsbataljon på 40 Leclerc-kampvogne eller en kombination af 13 Leclerc-kampvogne og 46 andre køretøjer. Til sammenligning kan Foudre-klassen medbringe op til 100 køretøjer inklusiv 22 AMX-30 kampvogne i et fragtdæk på 1000 kvadratmeter.
Skibets dok på 885 m² kan holde fire landgangsfartøjer eller to luftpudelandgangsfartøjer (LCAC), selvom intet tyder på, at den franske flåde har planer om at investere i LCAC. Muligheden for at benytte luftpudefartøjer betyder dog, at man kan samarbejde med US Marines og Royal Navy. En LCAC er i stand til at aflevere sin last på 70 % af verdens kyststrækninger i modsætning til konventionelle landgangsfartøjer, der kun kan bruges på sandstrande eller i sumpområder, hvilket er ca. 30% af verdens kystlinie. DGA overvejer at udskifte flåden af landgangsfartøjer med en nyere model, de 59 tons tunge Engins de débarquement amphibies, (EDA).
- To landgangsfartøjer i dokken på Mistral.
- Tonnerre, her ses dokporten og helikopterelevatoren.

### Kommando og kommunikationsfaciliteter
Mistral-klassen kan benyttes som en kommandocentral og er udstyret med et kommandorum på 850 m², med plads til 150 mand. Informationer fra skibets sensorer er centraliseret i SENIT-systemet (Système d’Exploitation Navale des Informations Tactiques, "Taktisk informationssystem til flådebrug"), en ændret version af det amerikanske NTDS (Naval Tactical Data System). Forsinkelser i udviklingen af SENIT 9 bidrog også til de to skibes et års forsinkede aflevering til den franske flåde. SENIT 9 er baseret omkring Thales' tre-dimensionelle MRR-3D NG multifunktionsradar som transmitterer i G-båndet samt understøtter IFF. SENIT 9-systemet er også i stand til at udveksle data med NATO-partnere igennem taktiske datalinks såsom Link 11 og Link 16. Klassen er desuden forberedt til Link 22.
Mistral-klassen benytter SYRACUSE satellitsystemet, baseret på de franske satellitter SYRACUSE 3-A og SYRACUSE 3-B som står for 45 % af NATO's krypterede SHF kommunikationer. Fra den 18. til den 24. juni 2007 afholdt man dagligt to krypterede videokonferencer mellem Tonnerre, som sejlede fra Brasilien til Sydafrika og VIP-gæster ved Paris Air Show.

### Bevæbning
I 2008, var de to skibe i Mistral-klassen bevæbnet med to Simbad missilaffyringssystemer til Mistral SAM, samt fire 12,7 mm tunge maskingeværer. To Breda-Mauser 30 mm maskinkanoner er også i designet, de var dog ikke installeret i 2009.
Episoder som den voldsomme beskadigelse af den israelske korvet INS Hanit på grund af et antiskibsmissil affyret af Hezbollah under Libanon-krigen i 2006 har vist, hvor sårbare moderne krigsskibe er overfor asymmetriske trusler. Mistral-klassen anses ikke for at være tilstrækkeligt beskyttet til at kunne klare sig i en sådan situation alene. Som en konsekvens heraf kan Mistral og Tonnerre ikke sendes ind i fjendtligt farvand uden en tilstrækkelig eskorte. Et midlertidigt problem for den franske flåde er dog det lave antal eskorteskibe, man har til rådighed. Mellem udfasningen af flådens primære eskortefartøjer, de aldrende fregatter af Suffren-klassen og tilgangen af deres afløsere Horizon-klassen og Aquitaine-klassen er et hul på 5 år.
Efter Opération Baliste, indsatsen med at evakuere franske statsborgere i Libanon under krigen i 2006, har den franske flåde ønsket at øge selvforsvarskapaciteterne på de to skibe. Dette ønske støttes af medlemmer af forsvarsstaben og har siden 2008 været under overvejelse. Et forslag var at opgradere det dobbelte Simbad-missilaffyringssystem til et firdobbelt automatisk system kaldet Tetral.
- Den ene af de to SIMBAD systemer på Mistal
- Et udækket SIMBAD missilaffyringssystem
- Maskinkanon på Mistral

### Hospital
Skibene i klassen er udstyret med et NATO niveau-3 hospital og kan sammenlignes med størrelsen på et hospital til en by med 25.000 indbyggere. Enhver form for behandling kan udføres her, selv kompleks neurokirurgi, på grund af et SURACUSE-baseret telemedicinsk system.
I hospitalet findes der to operationsstuer, hver med et intensiv afdeling med 7 senge samt et radiologisk afsnit udstyret med en scanner. Kapaciteten er 69 senge, inklusiv 50 intensivpladser. Antallet af sengepladser kan udvides til 120 ved at installere et mobilt sengeafsnit på hangardækket.

### Fremdrift
Mistral og Tonnerre er de første skibe i den franske flåde til at benytte azimutfremdrivning. Azimutdyserne er drevet elektrisk fra fem V32 dieselgeneratorer og kan drejes i alle retninger. Denne fremdriftsmetode giver skibene en betydelig forbedret manøvreevne såvel som at skabe ekstra plads i skibet, da man ikke længere har hovedmotorer eller skrueaksler løbende igennem skibet.
Pålideligheden af azimutfremdrivningen er endnu ikke testet på længere sigt, men andre amfibieskibe har også benyttet sig af denne form for fremdrivning, blandt andet Rotterdam-klassen, Galicia-klassen og den britiske Albion-klasse.

### Beboelse
Den sparede plads i skibet på grund af azimutfremdrivningen har tilladt at lave beboelsesområder, hvor der hverken findes synlige rør eller maskineri. Besætningens beboelseområder er i forskibet og er sammenlignelige med passagerkabiner på de passagerskibe bygget af Chantiers de l'Atlantique-værftet.
Skibets 15 officerer har alle et enkeltmandslukaf. I sergentgruppen deler man lukaf to og to, mens besætningen og ombordværende soldater bor på fire- eller seksmandsbanjer. Forholdene i disse banjer siges at være bedre end fremmedlegionens kaserner, og da viceadmiral Mark Fitzgerald, chefen for US Navy's 2. flåde fik en rundvisning på Mistral, siges det, at han udtalte, at han ville have kunnet indkvartere tre gange så mange mænd på samme område.

## Operativ historie
Mistral-klassen er godkendt til at fungere som en del af NATO Response Force (NRF), hvilket gør den i stand til at tage del i en multinational task force. Frankrig tilmeldte styrker til NRF-8 i januar 2007, disse styrker inkluderede en en kommandostab til amfibieoperationer og 8 krigsskibe. Frankrigs næste bidrag kom i januar 2008 i NRF-10 efter øvelsen Noble Midas, hvor man testede link 16 og SECSAT-systemet, som er beregnet på at kunne holde operationel kontrol over ubåde. NRF-styrkerne kan operere med 5 til 30 dages varsel.
Mistral foretog sin jomfrurejse fra den 21. marts til den 31. maj 2006, hvor skibet sejlede i Middelhavet og det Indiske ocean.
Efter udbruddet af Libanonkrigen i 2006 var Mistral det ene af fire franske skibe, der blev indsat i Opération Baliste. Disse skibe skulle beskytte og om nødvendigt evakuere franske statsborgere i Libanon eller Israel. Mistral medbragte 650 soldater og 85 køretøjer om bord, inklusiv 5 AMX-10 RC kampvogne og omkring 20 pansrede mandskabsvogne og let pansrede opklaringskøretøjer. Man tog også fire helikoptere om bord, og yderligere 2 stødte til skibet nær Kreta. Under indsatsen evakuerede Mistral 1.375 europæiske flygtninge.
Tonnerres jomfrurejse foregik mellem den 10. april og den 24. juli 2007. Under denne rejse var Tonnerre involveret i Opération Licorne, den franske del af FN's fredsbevarende mission i Elfenbenskysten efterfølgende landets borgerkrig. Under borgerkrigen opererede det franske luftvåbens Gazelle og Cougar helikoptere fra skibet.
I begyndelsen af 2008 var Tonnerre involveret i Corymbe 92 missionen, en humanitær mission i Guineabugten. Under denne udsendelse benyttede Tonnerre sig af tips fra European Maritime Analysis Operation Centre – Narcotics (det europæiske maritime analysecenter for narkotika). Det lykkedes skibet at opsnappe 5,7 tons kokain. 2,5 tons fra et fiskeskib 520 kilometer fra Monrovia i Liberia og 3,2 tons fra et handelsskib 300 kilometer fra Conakry, Guinea.
I maj 2008 ramte orkanen Nargis Burma. Mistral, som opererede i Fjernøsten på tidspunktet, lastede nødhjælp om bord og sejlede til Burma. Mistral blev dog nægtet adgang til havn, og nødhjælpen måtte flyves ind fra skibet med helikopter.

## Fremtiden

### Eksport
Siden 1997, og især siden Euronaval-messen i 2007 er Mistral-klassen blevet anset som et salgsobjekt. "BPC-familien" består af BPC-140 (13.500 tons), BPC-160 )16.700 tons) og BPC-250 (24.500 tons, 214,5 meter lang). BPC-250 var det design den endelige Mistral-klasse blev bygget ud fra. Reduktionen i længde og vægt var et resultat af diverse sparerunder.
BPC-250 konceptet var det ene af to design valgt til Canberra-klassen, Royal Australian Navys nye amfibieskib. Man valgte imidlertid den spanske Buque de Proyección Estratégica-klasse.
Ifølge DGA, kunne Sydafrikas flåde, Deutsche Marine, Canadian Forces Maritime Command, Malaysias flåde, og Svenska marinen måske have interesse i projektet.[kilde mangler]. Den indiske flåde har også udtrykt interesse for designet. Brasilien og Tyrkiet kunne på længere sigt også have interesse i BPC-projektet.Algeriet overvejer købet af to BPC. Også den russiske flåde har udvist interesse og har indledt forhandlinger om købet af et fransk fartøj af Mistral-klassen, handlen kunne have en værdi på mellem 300 og 400 millioner euro.

### Rusland
Den 24. december 2010, efter otte måneders forhandlinger, godkendte den russiske præsident Dmitrij Medvedev indkøbet af to større skibe af denne type (samt en option på yderligere to) for en pris på 1,37 milliarder € (720 millioner € for det første skib, 650 millioner € for det andet). Det første russiske skib i klassen skulle starte produktionen senest 36 måneder efter Rusland betalte et depositum i januar 2011. Den endelige aftale mellem Rusland og Frankrig blev underskrevet den 25. januar 2011.
I august 2009 foreslog general Nikolaj Makarov, chef for den russiske forsvarsstab, at man indkøbte et skib og senere byggede yderligere tre på licens i Rusland. I februar 2010 udtalte han, at konstruktionen ville starte engang efter 2015 og ville være et joint venture mellem Rusland og Frankrig. Frankrigs præsident Nicolas Sarkozy ønskede dog. at de to første skibe blev bygget i Frankrig og de to sidste i Rusland. Ifølge Centre for Analysis of Strategies and Technologies i Moskva ville det første skib blive bygget i Frankrig, det andet også i Frankrig, men færdiggjort i Rusland og leveret i 2015. Yderligere to skulle bygges i Rusland af et DCNS/United Shipbuilding Corporation-konsortium.
Den 1. november 2010 underskrev det russiske værft "United Shipbuilding Corporation" (USC) og de to værfter i Frankrig, DCNS og STX France, en aftale om bygningen af skibene. "Aftalen inkluderer en teknologioverførsel til Rusland og er endnu en milepæl på vejen til at få den endelige aftale i hus", udtalte den administrerende direktør for USC. Den 15. november bekendtgjorde det russiske forsvarsministerium at udbuddet om skibene var lukket og man ville offentliggøre vinderen indenfor månedens udgang. Denne offentliggørelse var stadig ikke udkommet den 24. december, men Kommersant og Defense Industry Daily antydede at Daewoo Marine Shipbuilding & Engineering, Navantia, Damen Schelde eller ThyssenKrupp Marine Systems alle kunne have afgivet de bud der blev overvejet.
I USA, skrev seks republikanske senatorer, inklusive John McCain, et brev hvor de udtrykte bekymring vedrørende det forestående salg, mens det republikanske kongresmedlem Ileana Ros-Lehtinen, ledende medlem af kongressens udenrigskomité fremsatte en resolution der ville udtrykke kongressens holdning om at "NATO,- og EU-lande ikke skulle tillade salg af større våbensystemer eller militært udstyr til offensivt brug til Rusland." Selvom forsvarsminister Robert Gates gjorde det klart overfor franske embedsmænd under sit besøg til Paris den 8. februar 2010 at USA var "bekymret" over for salget af skibene udtalte amerikanske embedsmænd uddybende at der ikke var noget USA kunne gøre for at forhindre aftalen, og tilføjede at "salget af Mistral-klassen til Rusland ikke udgjorde et stort problem i amerikansk sikkerhedspolitik.” Samme dag blev salget godkendt af det franske forsvars materieltjeneste (General Directorate for Armament). Dette er den første større våbenhandel mellem et NATO-land og Rusland hvis man ikke medregner Sovjetunionens anskaffelse af Rolls-Royce Nene og Rolls-Royce Derwent turbojetmotorer i 1947.
Enkelte designændringer måtte implementeres for at gøre den russiske version af Mistral-klassen i stand til at operere med de russiske helikoptere såsom Ka-52 og Ka-27. Nikolaj Makarov bekendtgjorde at det første skib i klassen ville blive stationeret i den russiske stillehavsflåde og kunne bruges, om nødvendigt, til at transportere soldater til Kurilerne.at
NATO-medlemmerne Litauen og Letland fra Østersøområdet har protesteret mod salget. Litauens forsvarsminister Rasa Jukneviciene udtalte til pressen, at det ville være en fejltagelse at sælge offensive våbensystemer til et land, hvis demokrati var på et niveau, hvor man ville være blive bekymret over dets adgang til avancerede våbensystemer.
Den russiske begrundelsen for at anskaffe sådan en type skib fra Frankrig og ikke fra landets egne producenter var, ifølge stabschef general Nikolaj Makarov, tid. Ifølge generalen ville Rusland behøve mindst 10 år for at udvikle et ligende fartøj og at denne tidshorisont ikke var acceptabel.
I marts 2011 gik forhandlingerne i stå grundet russiske ønsker om, at klassificeret udstyr blev inkluderet i salget Senere afskedigede den russiske præsident Dmitrij Medvedev den embedsmand fra flåden, der var hovedansvarlig for handlen med Frankrig.
Den 26. maj 2011 blev det rapporteret, at de to lande var nået frem til en aftale, og at den ville blive underskrevet i midten af juni.
Den 17. juni 2011 underskrev de to nationer en aftale om leveringen af to skibe for 1,7 milliarder amerikanske dollar.

#### Russisk produktion
Konstruktionen af det første russiske skib i Mistral-klassen startede i februar 2012 og det andet i oktober 2013. Det russiske admiralitesværft stod for bygningen af et antal moduler som blev sejlet til værftet i Saint-Nazaire i Frankrig, hvor de blev samlet med de resterende moduler bygget i Frankrig. Der var planer om at bygge et tredje og fjerde skib i Sankt Petersborg hvis handlen bliver gennemført. Man planlægger at bygge et nyt værft på Kotlin nær Sankt Petersborg. Dette værft vil blive benyttet til at bygge Mistral-klassen og andre større civile og militære fartøjer i fremtiden.

### Yderligere franske BPC
Livre Blanc sur la Défense et la Sécurité nationale 2008, et dokument der definerer politikken for det franske forsvar, forudser at yderligere to skibe af BPC konceptet vil være taget i brug inden 2020. Et tredje skib blev bestilt i 2009, hvilket er tidligere end forventet, men som en del af den franske regerings svar på tidens finanskrise. Skibets konstruktion begyndte den 18. april 2009 i Saint-Nazaire. På grund af den stramme økonomiske situation vil hele skibet i modsætning til de to andre skibe blive bygget her.
Den franske helikopterkrydser Jeanne d'Arc skal efter planen udfases i 2010, hvorefter både et traditionsrigt navn i Marine Nationale, men også rollen som skoleskib står ledigt for en ny enhed. Den franske flåde ønsker dog ikke at erstatte Jeanne d'Arc med et nyt skoleskib, men derimod at sende kadetterne ud på flådens andre skibe. Af denne grund har det mødt modstand i franske flådekredse at navngive det tredje skib i klasse Jeanne d'Arc.
Den 17. december 2009 blev det offentliggjort, at det tredje skib i klassen skulle bære navnet Duxmude.